# Parapercis dockinsi
El parapercis de Juan Fernández (Parapercis dockinsi) es una especie de pez actinopeterigio marino, de la familia de los pinguipédidos.

## Morfología
La longitud máxima descrita es de 17,2 cm. Tiene en la aleta dorsal 5 espinas y de 21 a 23 radios blandos, mientras que en la aleta anal tiene dos espinas. Habita generalmente los fondos arenosos blanquecinos, donde se camufla fácilmente.

## Distribución y hábitat
Se distribuye por aguas del sureste del océano Pacífico, siendo un endemismo de la isla de Juan Fernández (Chile). Son peces marinos de agua subtropical, de comportamiento demersal, que habitan un rango de profundidad entre 25 m y 290 m.